# Маркеллиане

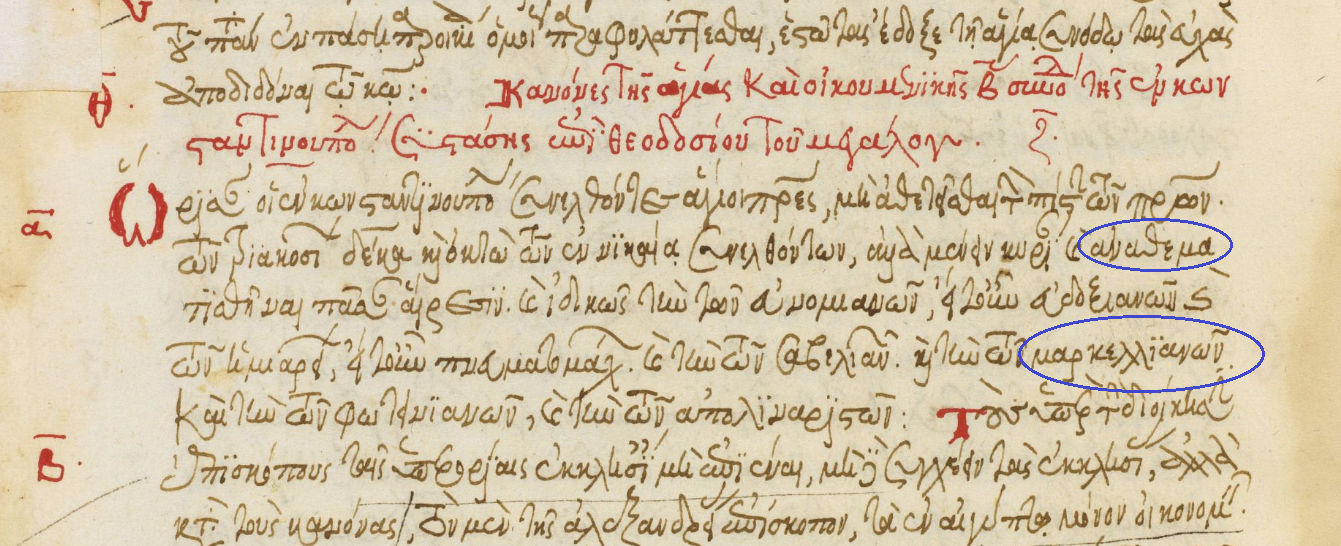
1 канон. Вселенского Второго Собора, Константинопольского, в котором предана анафеме ересь маркеллиан. Греческий манускрипт. Ноябрь 1600 года. Британская библиотека.

Маркеллиа́не (др.-греч. μαρκελλιανοί; лат. marcelliani)  — последователи религиозного течения в христианстве в IV веке, ереси, названной по имени его основоположника — Маркелла Анкирского.
Почвой для создания учения Маркелла послужили триадологические споры с Арием и его последователями. Маркелл был твёрдым последователем единосущия Отца и Слова. Он участвовал в 325 году в Никейском соборе. После него, вместе с Афанасием Великим принимал активное участие в арианском споре. В это время в столице господствовало арианствующее богословие, во главе которого стояли Евсевий Никомидийский, Евсевий Кесарийский, Астерий Софист, Павлин Тирский. Евсевий Кесарийский самонадеянно называл это богословие — др.-греч. «ή έκκλησιαστική θεολογία» («церковное богословие»), и написал книгу с одноименным названием. Против этого богословия и выступил Маркелл, в результате он создал свою оригинальную богословскую триадологическую систему. 
До сотворения мира Бог представляет единую Монаду или первую сущность в мире и кроме него нет ничего. В Отце находится Слово или Логос, это так называемое «Слово внутреннее» (др.-греч. «Λόγος ενδιάθετος»); когда Бог начинает творить мир, то Слово как «деятельная энергия» (др.-греч. «ενέργεια δραστική») исходит от Бога и становится «Слово произносимое» (др.-греч. «Λόγος προφορικός»), не переставая, одновременно, оставаться силою внутри Бога. Тоже происходит и со Святым Духом, который до сотворения находится в Отце. Троица Маркелла есть Троица откровения. Трое: Отец, Слово и Святой Дух — един Бог являют «домостроительство» (др.-греч. «οικονομία»), которое есть «нисхождение», «глаголание», «протяжение». Первое «домостроительство» это творение видимого и невидимого мира, а второе — «домостроительством по плоти» (др.-греч. «κατά σάρκα οικονομίας») — вочеловечение Слова. Лишь после вочеловечения Слово становится Иисусом Христом и получает некоторую самостоятельность из-за немощи человеческой плоти. Согласно учению Маркелла  в конце веков происходит второе пришествие Христа, суд и после этого Бог явит естественное «сокращение» (др.-греч. «συστολή»). Все трое: Отец, Слово и Дух вновь будут представлять одну Монаду. Вопрос о том, что будет с человеческим телом Христа Маркелл обходил стороной. Царство Христа имеет конец, а царство Слова бесконечно. Он написал книгу, в которой изложил своё богословие. Книга полностью не сохранилась. Отрывки из неё вошли в сочинения Евсевия Кесарийского. Одно из них — «Против Маркелла», а второе — «Церковное богословие». В обеих книгах Евсевий ругает богословие Маркелла. На Востоке после Никейского собора стали господствовать арианствующие иерархи. Маркелл был обвинён в  савеллианстве и изгнан из своей епархии ~ в 336 году; предположительно, его осудили на Константинопольском соборе. Почти 40 лет после этого духовенство Анкиры сохраняло верность своему прежнему епископу; Маркелл отправляется на запад. Афанасий Великий и епископы западной части Римской империи поддерживали эти годы Маркелла, тогда как на востоке часть епископов считало его еретиком. В 340 году Римским собором Маркелл был оправдан и признан православным; то же самое произошло в 343 или в 344 году, на Сардикийском соборе вновь Маркелл был признан православным.
Верные Маркеллу, своему епископу, христиане Анкиры: духовенство и миряне образовали группу маркеллиан. Афанасий Великий до смерти в 373 году имел евхаристическое общение как с Маркеллом, так и с маркеллианами. Он очень снисходительно относился к своему старому другу и соратнику — Маркеллу, как об этом пишет в Панарионе Епифаний Кипрский. Но такое отношение разделяли далеко не все иерархи. Кирилл Иерусалимский, Иларий Пиктавийский, Василий Великий, жившие в одно время с Маркеллом, писали о его учение как о ереси, об этом же писали и более поздние авторы: Сократ Схоластик и Феодорит Кирский. В 375 году египетские епископы исповедники, сосланные в Диокесарию приняли маркеллиан в общение, Василий Великий отнесся довольно строго к этому самочинному шагу, поскольку они сделали его без всяких сношений с восточными иерархами. Епифаний Кипрский, полный неуверенности в своем мнении, отвел маркеллианам место в своём ересиологическом трактате «Панарион», написанном в 377 или в 378 году; хотя в своей книге Епифаний и не объясняет в чём состояло заблуждение маркеллиан. Римский собор 380 года анафематствовал маркеллиан. 
Константинопольский собор 381 года подверг ересь маркеллиан анафеме в своём первом правиле. Лосский и Петр (Л’Юилье) считали, что добавление: «Его же Царствию не будет конца», в 7-й член Символа веры на Втором Вселенском Соборе в 381 году сделано против учения Маркелла о конечности царства Иисуса Христа.
Григорий Нисский в своём «Послании не доверяющим православной вере», написанном после 381 года, но до 394 года, по просьбе христиан Севастии пишет: «мы... приняли в общение вселенской Церкви людей, имевших некогда собрания в Анкире, называемых по имени Маркелла.... Но все сделали мы в согласии с православными и сослужителями нашими на Востоке, которые поручили нам заняться делом этих людей и одобрили сделанное нами.»
В 7 правиле Второго Вселенского Собора, определяющим каким чином принимать из какой ереси, конкретно маркеллиане не упоминаются. Никодим (Милаш) считает, что маркеллиане упоминаются в этом правиле во фразе: «и всех прочих еретиков (ибо много здесь таковых, наипаче выходящих из Галатския страны)».  По его мнению маркеллиане согласно правилу принимались в Церковь как язычники, то есть через оглашение и последующее крещение. Уже в 385 году маркеллиане были чрезвычайно малочисленны. 
Западные авторы: Аврелий Августин (начало V века) в книге лат. «De Haeresibus ad Quodvultdeum Liber Unus» («Ереси, попущением Бога, в одной книге»), Исидор Севильский (начало VII века) в труде лат. «Etymologiae» («Этимологии») о маркеллианах не упоминают ничего.